# Hagenkasteel

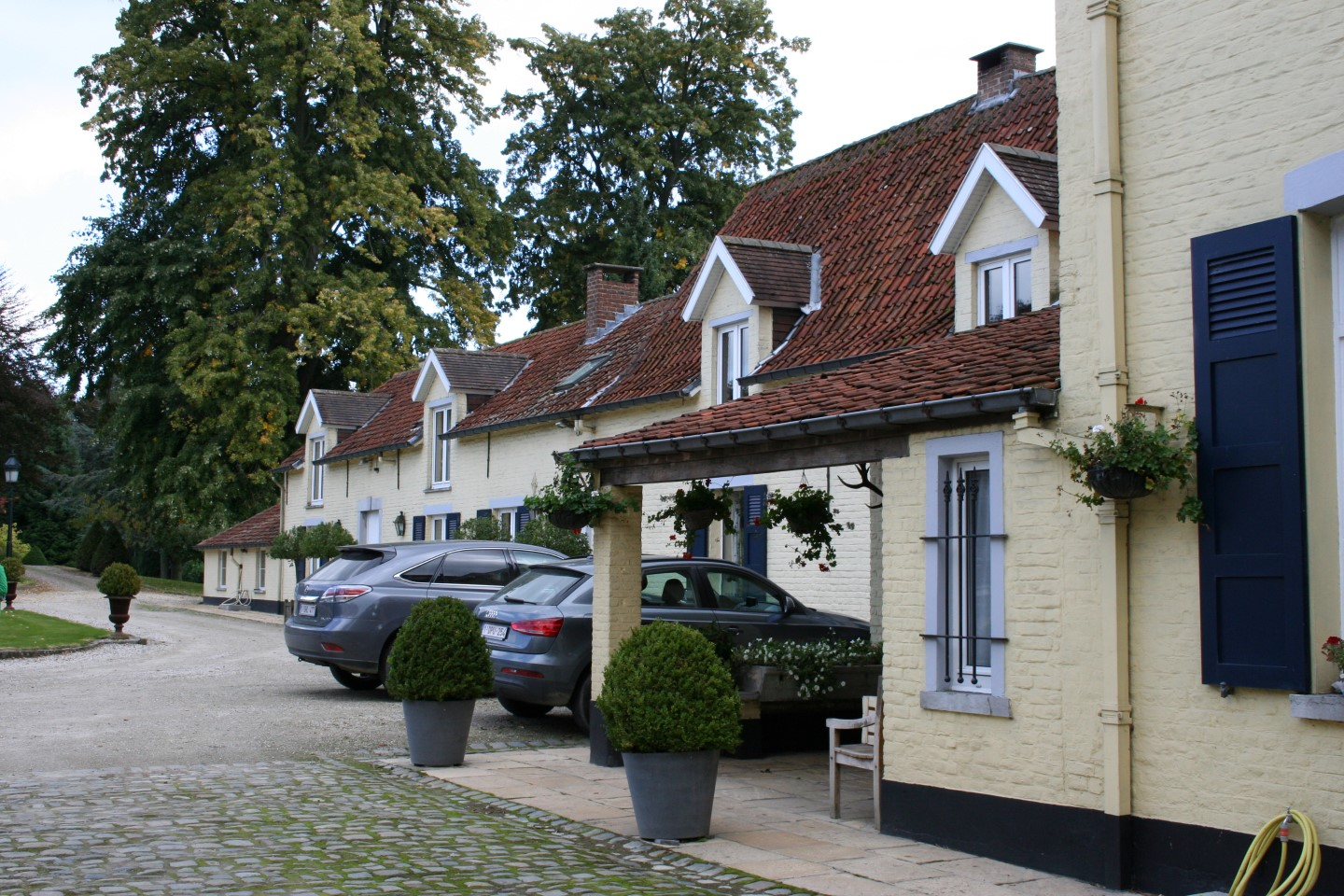
Hagenkasteel in 2015

Het Hagenkasteel is een kasteel in de tot de Vlaams-Brabantse gemeente Merchtem behorende plaats Ossel, gelegen aan de Poverstraat 5.

## Geschiedenis
In 1624 kocht ene Godefroy Hagen het Hoff te Ossele. Diens kleinzoon, Jean Hagen, liet er een buitenhuis (huis van plaisantie) bouwen in de vorm van een dubbelhuis in baksteen en zandsteen.
Omstreeks 1865 liet toenmalig eigenaar, Louis Anoul, zoon van Victor Anoul, het buitenhuis vergroten en een landschapstuin aanleggen.
In 1948 werd het goed aangekocht door Jean-Pierre Jacobs, die al een aantal percelen in de nabijheid had en deze samenvoegde. Diens zoon, George Jacobs, ging daarmee verder zodat een domein van 50 ha ontstond, waarvan 12 ha park. Er staan diverse zeldzame bomen in het domein, waaronder een schijnbeuk (Nothofagus obliqua).
In het zuiden van het domein ligt een waterpartij die in verbinding staat met de Amelgemse Molenbeek.